# Де Жезус, Клементина
Клементи́на де Жезу́с (порт.-браз. Clementine de Jesus; 7 февраля 1901 года, штат Рио-де-Жанейро, Бразилия — 19 июля 1987 года, Рио-де-Жанейро, Бразилия) — одна из ярчайших исполнительниц бразильской самбы.
Несмотря на то, что сравнительно со многими бразильскими исполнителями певица начала свою творческую карьеру довольно поздно, в 63 года, Клементина де Жезус считается одной из самых популярных и известных в Бразилии исполнительниц самбы.
Завоевала неофициальный титул королевы партиду алту (Partido Alto) — старейшей разновидности самбы кариока.
Её характерный низкий голос можно услышать на четырёх сольных альбомах, а также на записях с известными «самбистас» Пишингинья (Pixinguinha, 1897-1973) и Жуаном да Баияна (João da Baiana, 1887-1974).
В Бразилии её называют мамой.

## Биография
В различных источниках могут встречаться противоречивые даты рождения Клементины де Жезус: 1900, 1902 или 1907 год.
Журналистка Лена Фриас (Lena Frias) обнаружила свидетельство о крещении Клементины, датированное 25 августа 1901 года, с указанием даты её рождения 7 февраля 1901 года.
Отец Клементины де Жезус был учителем капоэйры и играл на гитаре. Мать научила исполнению песен различных  жанров бразильско-африканской музыкальной культуры.
Когда ей исполнилось восемь лет, семья переехала в Рио-де-Жанейро, в район Озвалду Крус.
Клементина де Жезус являлась свидетельницей зарождения самбы кариока, была знакома с тётушкой Сиатой (tia Ciata) и пела на устраиваемых ею ритуальных праздниках кандомбле. Клементина помнила о возникновении школы самбы «Портела» (Portela), была связана дружбой с известнейшими исполнителями самбы Пишингиньей, Донгой (Donga), Жуаном да Баияна, Паулу да Портела (Paulo da Portela), Эйтором дус Празерес (Heitor dos Prazeres). В 1930 году Клементина участвовала в карнавальной процессии с Ноэлом Розой (Noel Rosa). Кроме того певица руководила школой самбы «Унидос ду Риашуэлу» (Unidos do Riachuelo). Однако, несмотря на это, Клементина, как и многие «самбистас» того времени, не являлась профессиональной исполнительницей самбы, так как основное время уделяла работе поварихой, горничной, прислуживала на банкетах, готовила изысканные блюда.
Так продолжалось более 20 лет, пока в 1963 году на неподражаемый тембр её низкого голоса не обратил внимание композитор и продюсер Эрминиу Беллу де Карвалью (Hermínio Bello de Carvalho).
7 декабря 1964 года певица впервые выступила в шоу Эрминиу Беллу де Карвалью, который позже попросил Клементину принять участие в шоу «Роза де Оуру» (Rosa de Ouro — Золотая Роза) с легендарной исполнительницей самбы-кансан Араси Кортес (Aracy Cortes, 1904—1985) в Рио-де-Жанейро и Сан-Паулу. Он же помог записать первый сольный диск певицы в студии звукозаписи «Одеон» (Odeon, также EMI-Odeon, бразильский филиал EMI).
В 1983 году в городском театре Рио-де-Жанейро в честь известной певицы был устроен памятный концерт при участии Паулинью да Виола (Paulinho da Viola), Жоана Ногейра (João Nogueira, 1941—2000) и Элизет Кардозу (Elizeth Cardoso, 1920—1990).
Клементина де Жезус скончалась от инсульта в Рио-де-Жанейро 19 июля 1987 года и похоронена на кладбище Святого Иоанна Крестителя в Рио-де-Жанейро.
В 2002 году в честь 100-летия со дня рождения певицы префектура Валенсы издала книгу «Королева Келе́ — Клементина де Жезус» (Raihna Quelé — Clementina de Jesus). Несмотря на сжатый объём сборника (90 страниц), в работе представлено наиболее полное исследование о жизни и творчестве темнокожей дивы.
По словам историка Ари Васконселуса (Ary Vasconcelos) «Раскрытие таланта Клементины де Жезус имеет огромное значение для бразильской народной музыки, поскольку являет собой утерянное в своём развитии звено». Таким образом, манера исполнения королевы Келе́ свидетельствует о забытом пласте традиции в истории афробразильской культуры.

## Дискография

### Сольные альбомы
- 1966 — Clementina de Jesus (Odeon MOFB 3463)
- 1970 — Clementina, cadê você? (MIS 013)
- 1973 — Marinheiro Só (Odeon SMOFB 3087)
- 1976 — Clementina de Jesus — convidado especial: Carlos Cachaça (EMI-Odeon SMOFB 3899)
- 1979 — Clementina e convidados (EMI-Odeon 064 422846)

### Совместно с другими исполнителями
- 1965 — Rosa de Ouro — Clementina de Jesus, Araci Cortes e Conjunto Rosa de Ouro (Odeon MOFB 3430)
- 1967 — Rosa de Ouro nº 2 — Clementina de Jesus, Araci Cortes e Conjunto Rosa de Ouro (Odeon MOFB 3494)
- 1968 — Gente da Antiga — Pixinguinha, Clementina de Jesus e João da Baiana (Odeon MOFB 3527)
- 1968 — Mudando de Conversa — Cyro Monteiro, Nora Ney, Clementina de Jesus e Conjunto Rosa de Ouro (Odeon MOFB 3534)
- 1968 — Fala Mangueira! — Carlos Cachaça, Cartola, Clementina de Jesus, Nélson Cavaquinho e Odete Amaral (Odeon MOFB 3568)
- 1982 — O Canto dos Escravos — Clementina de Jesus, Tia Doca e Geraldo Filme — Canto dos Escravos (Vissungos) da Região de Diamantina - MG. Memória Eldorado.